# Pedro Mairal

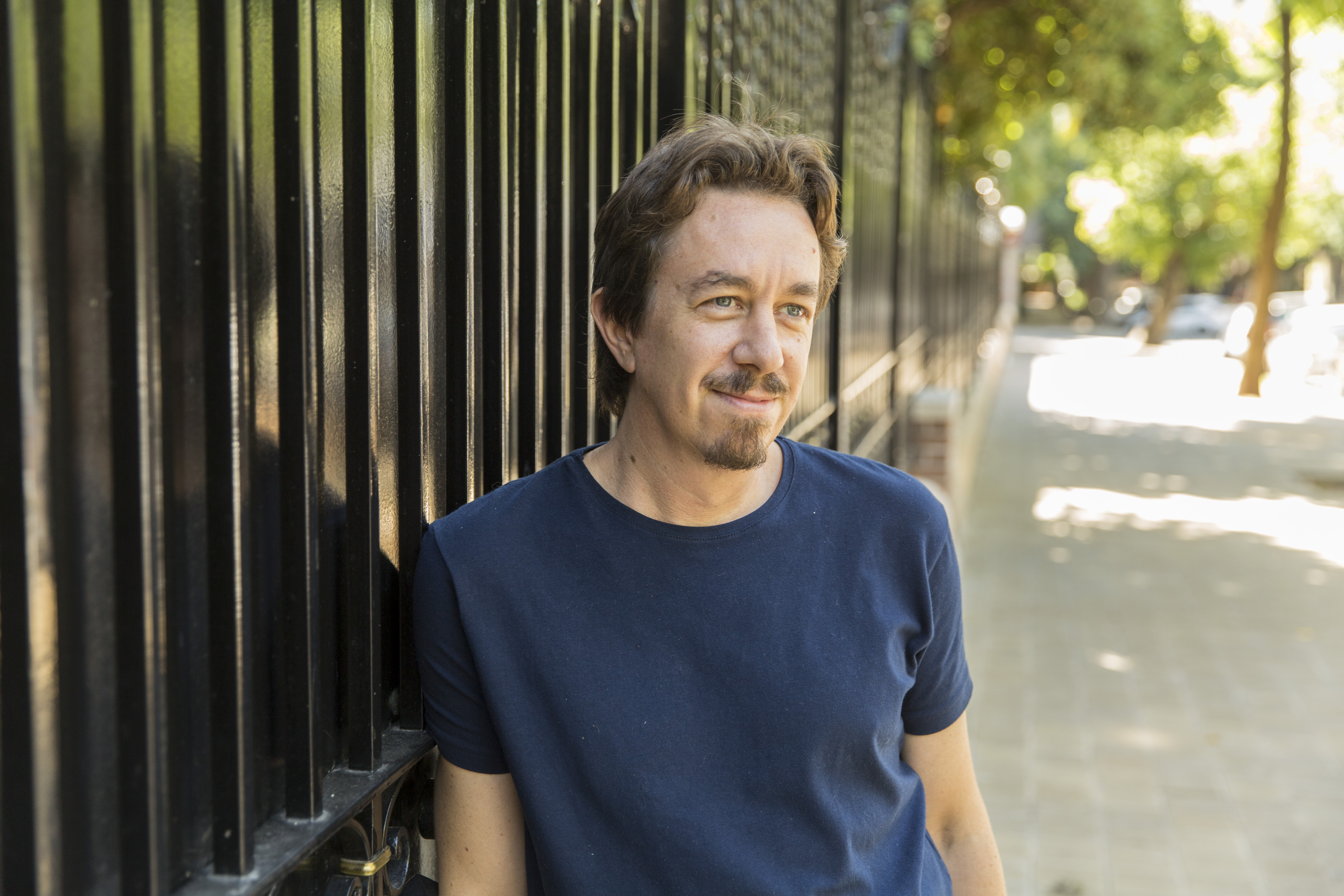
Pedro Mairal

Pedro Mairal (27 de setembro de 1970) é um romancista, poeta e músico argentino.
Mairal publicou mais de uma dezena de livros, entre eles o romance A Uruguaia, vencedor do Prêmio Juan Tigre em 2017. Sua obra foi traduzida para o português, francês, alemão, árabe, inglês e holandês. Em 2007, foi eleito para integrar a lista de jovens escritores latinos Bogotá39. Também faz parte da Geração de 90, com outros escritores argentinos como Fabián Casas, Santiago Vega, Samanta Schweblin e Selva Almada.
Em 2022, seu livro “A Uruguaia” foi adaptada para o cinema.

## Biografia
Pedro Mairal nasceu em Buenos Aires, Argentina. Começou a estudar medicina em 1989, mas não concluiu a faculdade. Em 1991 começou a cursar Língua e Literatura na Universidad del Salvador (Argentina).
Mairal publicou seus primeiros poemas no suplemento literário do jornal La Prensa, em 1994. Atualmente é professor adjunto de literatura inglesa na Universidad del Salvador.

## Prêmios
- Menção no Prêmio Fortabat de poesía, por Tigre como los pájaros (1994)
- Prêmio Clarín de Novela por Uma noite com Sabrina Love (1998)
- Prêmio Tigre Juan por A uruguaia (2017)